# Лазаревський Гліб Олександрович
Глі́б Олекса́ндрович Лазаре́вський (* 14 (27) травня 1877 — 15 січня 1949) — український літературознавець, син О. М. Лазаревського, прокурор (прокуратор) Найвищого суду УНР (1919).

## Початки
Перші роки проживав у селі Підлипне Конотопського повіту. Його батька переводять до Київського окружного суду, родина переїжджає.
Випускник юридичного факультету Київського університету св. Володимира. У часі навчання розповсюджує журнал Київська старовина. Там надруковано його першу пробу пера — статтю «Список докторов медицины из малороссов, практиковавших в России у XVIII ст.», яку схвально оцінив В. Горленко.
Працює в юридичній царині при Київському окружному суді, судовим слідчим у Конотопі, в окружних судах Чернігова, Вільна, Києва.

## Кооперативний час
1917 року почав дослідницьку роботу над творчістю Т. Шевченка.
Восени 1917 р. за власним бажанням полишає цю роботу та переходить у Київський губернський союз кооперативних закладів.
За Української Центральної Ради став активним учасником національного руху, був членом Українського правничого товариства. Від березня 1918 р. — 1-й помічник старшого військового прокурора Української Народної Республіки.
За гетьманату П.Скоропадського працював у Головному військово-юридичному управлінні, а також у Комісії з питань правничої термінології. У грудні 1918 р. очолив Окрему слідчу комісію при Осадному корпусі січових стрільців Є. Коновальця. Від травня 1919 р. — один з прокурорів (прокураторів) Найвищого суду УНР.
У кінці серпня 1919 року, коли в Києві денікінці оголосили мобілізацію юристів, виїжджає за межі столиці. Наприкінці листопада таємно повертається, через кілька днів денікінська контррозвідка арештовує його на квартирі, ув'язнений у Лук'янівській тюрмі, вирок — «розстріляти в адміністративному порядку». 16 грудня більшовики займають Київ, це рятує Лазаревського від смерті. Продовжує роботу в кооперації, за сумісництвом — заступник ліквідаційної комісії при Київському губревкомі в 1920 році.
Окрсільсоюз ліквідовано весною 1925 року, Лазаревський на роботі в Київській обласній сільськогосподарській студії Наркомзему як науковий секретар та юрисконсульт.

## Робота за кордоном
У січні 1930 року дістає наукове відрядження на три місяці за кордон — до Польщі й Франції, для збору матеріалу, який стосується Т. Шевченка. Однак перебування там трьома місяцями не обмежилося.
Його роботи цього часу:
- «Молодість Лесі Українки» — 1935-36,
- упорядкував великий том листування М. Драгоманова з членами Старої громади,
- «Земельний устрій Совєтської України» — 1938,
- «Український науковий інститут за п'ять літ його існування. 1930—1935» — 1935,
- «Український науковий інститут за 1935-39 роки» — 1939,
- «Вмарш синіх жупанів. Фрагмент зі спогадів із року 1918» — 1939,
- «Та не буде лучше… (Спогади емігранта про старі панські садиби в Україні» — 1938.

Існують конспірологічні теорії, що науково-творча діяльність Лазаревського була прикриттям, а насправді «дізнавався про настрої буржуазного польського керівництва відносно СРСР».

## Знову в радянському часі
У вересні 1939 року повернувся в радянську Україну. Дружини й сина вдома нема — їх засуджено на 5 років позбавлення волі за «підозру в шпигунській діяльності» на користь Польщі та заслано до Сибіру.
1940 року в Сумах — працює перекладачем і приватним викладачем іноземних мов — добре володів німецькою, польською, французькою; гірше — англійською, голландською, іспанською, італійською мовами.
1941 року йому дозволено повернутися до Києва, клопочеться про повернення сім'ї.
У грудні 1941 року евакуюється до Уфи, працює перекладачем при Академії наук та літературним редактором і перекладачем в Інституті історії Академії наук.
З липня 1943 року — в. о. старшого наукового співробітника Державного літературно-художнього музею Т. Г. Шевченка в Уфі, в тому часі починає писати спогади про «Київську старовину» та працю «Шевченко й Лазаревські».
Літом 1944 року з музеєм переїжджає до Києва, тут обіймає посаду завідувача відділу музею.
1 жовтня 1946 року з'являється постанова ЦК КП(б)У "Про журнал «Вітчизна», в ній зокрема є і таке: 
| "Редакція "Вітчизни" і після постанови ЦК КП(б)У від 16 жовтня 1945 р. продовжувала надавати сторінки журналу такому авторові, як Г. Лазаревський, який активно проповідував у свої писаннях буржуазно-націоналістичні ідеї, всіляко вихваляючи дореволюційну поміщицько-капіталістичну дійсність і підносячи на щит консервативних та реакційних діячів минулого, в тому числі і прямих петлюрівських контрреволюціонерів. Редакція "Вітчизни" не давала відсічі ворожій пропаганді Лазаревського, але, навпаки, – зробила його постійним і основним автором журналу, з номера в номер друкуючи його реакційну писанину" |.
5 жовтня переведений на посаду наукового співробітника музею.
22 листопада 1947 року взагалі звільнений з роботи — «за недотримання ідеологічного рівня в наукових роботах».
Його роботи цього часу:
- «Культура російського народу й Т. Г. Шевченко» — 1946,
- «Культура російського народу і пам'ять про Т. Г. Шевченка (1861—1918)» — 1947 — високо оцінив літературознавець О. Білецький.

Квітнем 1948 року направлений до Львова, працює бібліотекарем в обласній бібліотеці у відділі опрацювання книг.
Помер 15 січня 1949 року, похований на 75 полі Личаківського кладовища. Помер від застуди внаслідок виснаження організму через життя впроголодь, 
| "у нього не знайшлося навіть чистої сорочки, щоб покласти у труну". |